# Sericosura venticola
Sericosura venticola là một loài nhện biển trong họ Ammotheidae. Loài này thuộc chi Sericosura. Sericosura venticola được miêu tả khoa học năm 1987 bởi Child.